# Jules Pasquier (1774-1858)
Pour les articles homonymes, voir Jules Pasquier et Pasquier.
Jules-Paul, baron Pasquier, né le 25 janvier 1774 à Paris, paroisse Saint-Roch, et mort au château de Coulans (Sarthe) le 28 décembre 1858, est un administrateur français.

## Biographie
Issu d'une ancienne famille de robe anoblie en 1671 par les fonctions d'échevin de Paris , Jules-Paul Pasquier était le fils d'Étienne Pasquier, conseiller au Parlement de Paris, et d'Anne Thérèse Nicole Gauthier des Préaux, tous deux morts guillotinés pendant la Terreur.
il était aussi le frère cadet du chancelier-duc Étienne-Denis Pasquier.
Sous-préfet à La Flèche de 1810 à 1814, il est nommé préfet de la Sarthe en avril 1814, à la première Restauration. Lors des Cent-Jours, il se retire dans son château de Coulans et collabore à la chouannerie avec le général légitimiste d'Ambrugeac. 
À la seconde Restauration, en juillet 1815, il retrouve son poste de préfet de la Sarthe.
Il a à rétablir le calme dans son département et est confronté aux exigences, telles que contributions forcées, réquisitions, des troupes prussiennes d'occupation, auxquelles il tente de résister autant que possible.
Ces exigences ayant été jugées comme insuffisamment satisfaites, il est arrêté le 20 août 1815 par l'armée prussienne, malgré ou à cause de la position de son frère, alors ministre de l'intérieur. Il est détenu par les prussiens à Magdebourg jusqu'au 27 septembre 1815.  
À son retour, il retrouve ses fonctions de préfet, qu'il exerce jusqu'en 1818. 
Il préside la Société libre des arts pour le département de la Sarthe en 1815.
Le 22 août 1815, il devient Maître des requêtes en service extraordinaire au Conseil d'État, puis en 1826 conseiller d'État. Il quittera le Conseil d'État en 1848.
Il est aussi directeur général de la Caisse d'amortissement et de la Caisse des dépôts et consignations de 1818 à 1848 .
La révolution de 1848 le rend à la vie privée. 
Par ordonnance royale du 30 novembre 1818, il reçoit le titre de baron Pasquier par transmission du titre de son frère aîné, titre lié à un majorat assis sur la terre de Coulans.

### Mariage et descendance
Jules Paul Pasquier épouse Henriette Charlotte de Bonnaire de Forges (Paris, paroisse Saint Eustache, 10 décembre 1784 - château de Coulans 12 juin 1856), fille d'André Charles de Bonnaire, baron de Forges, maître des requêtes, intendant des domaines et bois, et de Marie-Claude Hariague de Guiberville, tous deux morts guillotinés pendant la Terreur, comme les parents de son époux. Dont 
- Stéphanie Pasquier (château de Coulans 21 février 1809 - Aix en Provence 16 juillet 1855), mariée à Paris le 22 mai 1830  avec Edouard Arbaud, magistrat (1803-1876), dont un fils sans postérité ;
- Louis Étienne Pasquier, magistrat, conseiller à la Cour de cassation, chevalier de la Légion d'honneur (château de Coulans 12 juin 1810 - 12 février 1874), marié à Paris le 9 mai 1838 avec Charlotte Marie Boullet (1819-1842), fille de Charles Marie Boullet, président de la Cour d'appel d'Amiens, pair de France, sans postérité ;
- Anne Louise Pasquier (château de Coulans 10 septembre 1811 - château de Merval, Brémontiers-Merval, 17 décembre 1888), mariée à Paris le 14 mai 1832 avec Placide Salomon Isidore Ferey, magistrat, président à la Cour d'appel de Paris (1800-1867), dont postérité ;
- Henriette Louise Pasquier (La Flèche 15 mars 1814 - château de Coulans 28 octobre 1833) ;
- Anne Nicole Thérèse Pasquier (1815-1900), mariée à Paris le 5 avril 1837 avec Léopold de Foucault (1803-1858), dont postérité[6].

### Distinctions
- chevalier (septembre 1814), puis officier (1821) et Commandeur (1844) de la Légion d'honneur

## Armes
| Image | Armoiries |
| ----- | --- |
|       | Jules Paul († 1858), Baron Pasquier, Directeur général de la Caisse des dépôts et consignations De gueules au chevron d'or, accompagné en chef de 2 croissants d'argent et, en pointe, d'un buste de licorne du même |

## Pour approfondir

### Pages connexes
- Château de Coulans
- Liste des préfets de la Sarthe

### Sources
- Louis Bergeron, Guy Chaussinand-Nogaret, Grands notables du Premier Empire: notices de biographie sociale, 1983
- François Dornic, Les Pasquier de Coulans, 1982
- Jacques Hantraye, Les préfets de la Sarthe lors de la crise de la fin du Premier Empire et du début de la Restauration (1814-1815), 2005